# Kantörarna
Kantörarna est une île de l'archipel de Vaasa en Finlande,.

## Géographie
La superficie de l'île est de 21 hectares et sa dimension maximale est de 0,7 kilomètre dans la direction Est-ouest et de 0,6 kilomètre dans la direction nord-sud.